# Instituut van gewijd leven
Een instituut van gewijd leven is een gemeenschap binnen de Katholieke Kerk waarvan de leden een leven in gemeenschap leiden, en religieuze geloften afgelegd hebben.
Een dergelijk instituut staat onder de bevoegdheid van de dicasterie voor Instituten van Gewijd Leven en voor Gemeenschappen van Apostolisch Leven. Canones 573 tot en 730 van het Wetboek van Canoniek Recht handelen over deze gemeenschappen.
Er bestaan twee soorten van instituten van gewijd leven, namelijk de religieuze instituten enerzijds en de seculiere instituten anderzijds. De religieuze instituten worden traditioneel onderverdeeld in enerzijds orden, als deze instituten voor ongeveer 1550 werden opgericht en anderzijds congregaties, als deze instituten na ongeveer 1550 werden opgericht. Dit laatste onderscheid komt echter sinds 1983 niet meer voor in het Wetboek van canoniek recht.

## Voorbeelden
- Benedictijnen (O.S.B.) orde
- Broeders van Liefde (F.C.) congregatie